# Donald Lynden-Bell

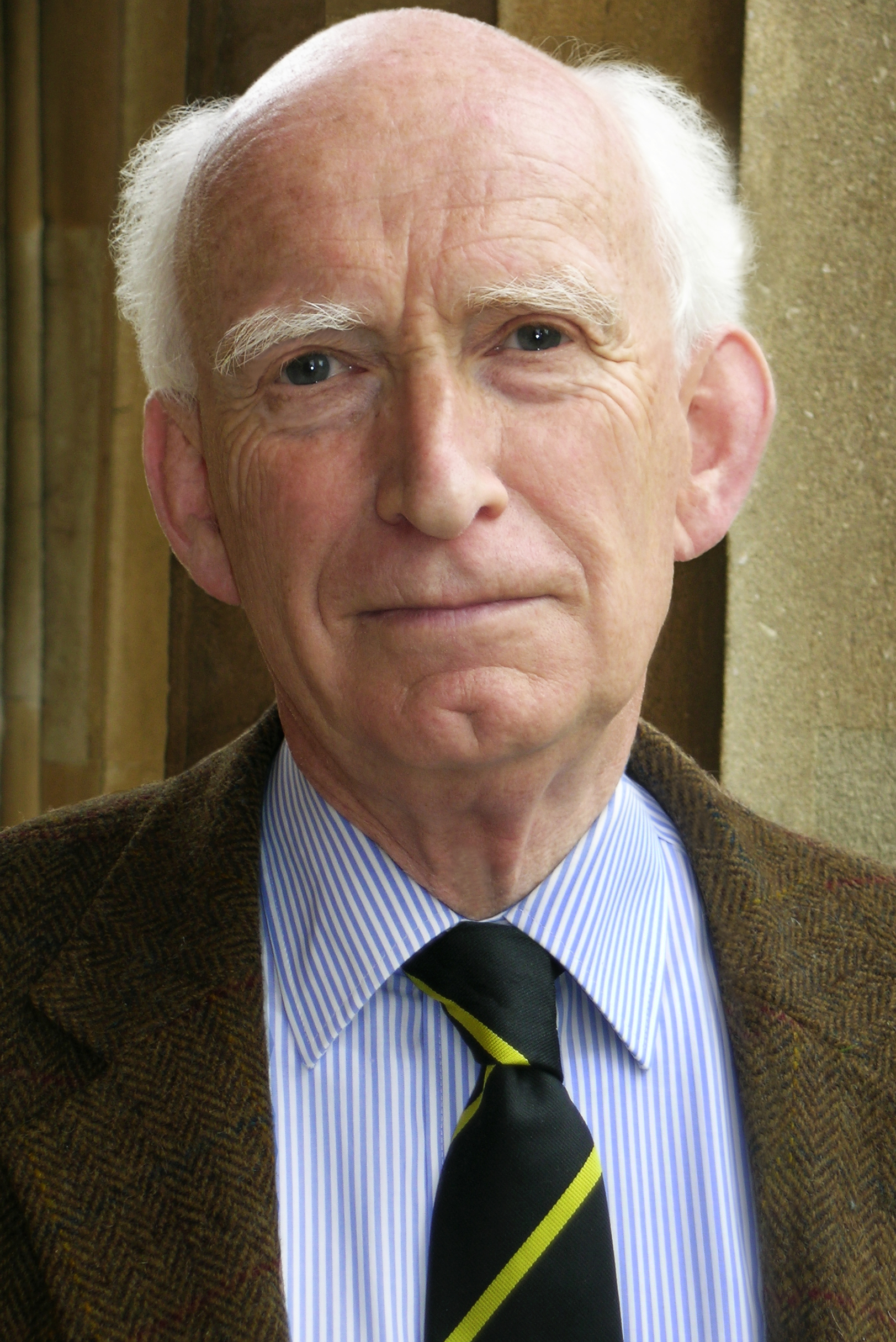
Donald Lynden-Bell, 2008

Donald Lynden-Bell (* 5. April 1935 in Dover/England; † 6. Februar 2018) war ein britischer Astronom und Astrophysiker.

## Leben und Werk
Er studierte an der Universität Cambridge und promovierte bei Leon Mestel über Stellar- und Galaxiendynamik. Er arbeitete zunächst am California Institute of Technology (CalTech) und am Royal Greenwich Observatory. 1972 wurde er zum Professor für Astrophysik ernannt.
Er entwarf insbesondere Theorien zu Sternbewegungen, Galaxienformationen sowie der Entstehung von Spiralgalaxien. 1969 kam er zu dem Ergebnis, dass Schwarze Löcher im Zentrum von Galaxien vorhanden sind und letztlich die Energie für Quasare bilden.
Von 1985 bis 1987 war er Präsident der Royal Astronomical Society (Königlichen Astronomischen Vereinigung).
Zuletzt arbeitete er am Astronomischen Institut in Cambridge.

## Auszeichnungen
- 1978 Mitglied der Royal Society
- 1983 Karl-Schwarzschild-Medaille der Astronomischen Gesellschaft
- 1984 Eddington-Medaille der Royal Astronomical Society (Königlichen Astronomischen Vereinigung)
- 1985 Mitglied der American Academy of Arts and Sciences
- 1990 Mitglied der National Academy of Sciences
- 1991 Dirk Brouwer Preis
- 1993 Goldmedaille der Royal Astronomical Society
- 1998 Bruce Medal
- 2000 John J. Carty Award
- 2000 Henry Norris Russell Lectureship
- 2000 Commander of the Order of the British Empire
- 2004 Namensgeber für den Asteroiden (18235) Lynden-Bell
- 2008 Kavli-Preis
- Mitglied der Norwegischen Akademie der Wissenschaften
- Ehrenmitglied der Royal Society of South Africa (1993)